# Château de l'Ortenbourg
Le château de l'Ortenberg (ou de l'Ortenbourg) et le château de Ramstein, sont deux châteaux qui dominent la commune de Scherwiller, située à 7 km de Sélestat, dans le département du Bas-Rhin. Les ruines s'élèvent sur un piton rocheux, à 437 m d'altitude. Les deux châteaux font l'objet d'un classement au titre des monuments historiques depuis 1er juillet 1923,.
Le château tient son nom de la famille Ortenberg, présente à Scherwiller depuis le Xe siècle.

## Localisation
Le château se trouve dans la région de Sélestat. Il est situé à l'entrée de la vallée de Villé, sur la même crête que le château de Ramstein ; à 437 m d'altitude, il surplombe la commune de Scherwiller.
Le château est uniquement accessible par les sentiers. On peut y accéder en partant de Scherwiller, un parking se trouve au lieu-dit Huhnelmühle, puis par le sentier balisé par des rectangle rouge (GR5). Il est aussi possible d'y accéder depuis la chapelle du Taennelkreuz, il faut ensuite suivre le sentier, qui longe les vignes, balisé avec des croix bleues.

## Historique

### Premier château
L’origine du premier château est incertaine. Cependant, des fouilles réalisées en 1970 ont montré la présence de matériaux antérieurs à la reconstruction par Rodolphe de Habsbourg. De plus, un diplôme d’Otton III atteste l'existence d’un comte Werner d’Ortenberg en l’an 1000. Ce dernier est le fondateur de la famille des Ortenberg, nom que porte aujourd’hui le château.
Werner d’Ortenberg est marié à Hymeldrud, avec qui il a deux enfants : Berlinde et Valmar. Valmar récupérera la seigneurie à la mort de son père, et se mariera avec Heilicha. Mais ces derniers n’ont qu’une fille, Adélaïde. Elle se mariera avec le comte Lutold d’Achalm, de haute lignée,. Mais ce dernier meurt sans enfants en 1098, et sa femme en 1120 éteignant ainsi la lignée des Ortenberg.

### Les Habsbourg

#### Acquisition et reconstruction
À la suite de la mort d'Adélaïde, le château revient au comte de Hohenberg. Ce dernier offrit vers au milieu du XIIIe siècle la seigneurie à Rodolphe de Habsbourg, qui venait d’épouser sa sœur. Rodolph entreprend d'importants travaux de rénovations, il fait élargir la plateforme rocheuse et rehausse le sol, le château est presque entièrement reconstruit. La reconstruction est interrompue en 1261, à la suite d'une guerre entre l'évêque Walter de Geroldseck et la ville de Strasbourg ; la forteresse est finalement achevée vers 1265.

#### Siège de 1293
À la suite de la mort de Rodolphe en 1291, le landvogt d'Alsace Otto IV d'Ochsenstein s'oppose à l'élection d'Albert de Habsbourg et soutient Adolphe de Nassau. Albert remit en 1293, le château entre les mains de l'évêque Conrad de Lichtenberg pour son soutien. La même année, le landvogt assiégea l'Ortenberg au nom d'Adolph. Otton fit construire le château de Ramstein pour prendre l'Ortenberg ; et après trois semaines de sièges, les autrichiens capitulent. Mais toujours la même année, Jean de Werd et Jean de Lichtenberg renégocièrent avec Otton pour la restitution du château, mais la seigneurie ne revient ni pour le compte de l'évêque ni pour celui d'Albert, mais pour celui d'Albert II de Hohenberg. Mais le château reviendra finalement aux mains des Habsbourg,.

#### Vente aux Müllenheim

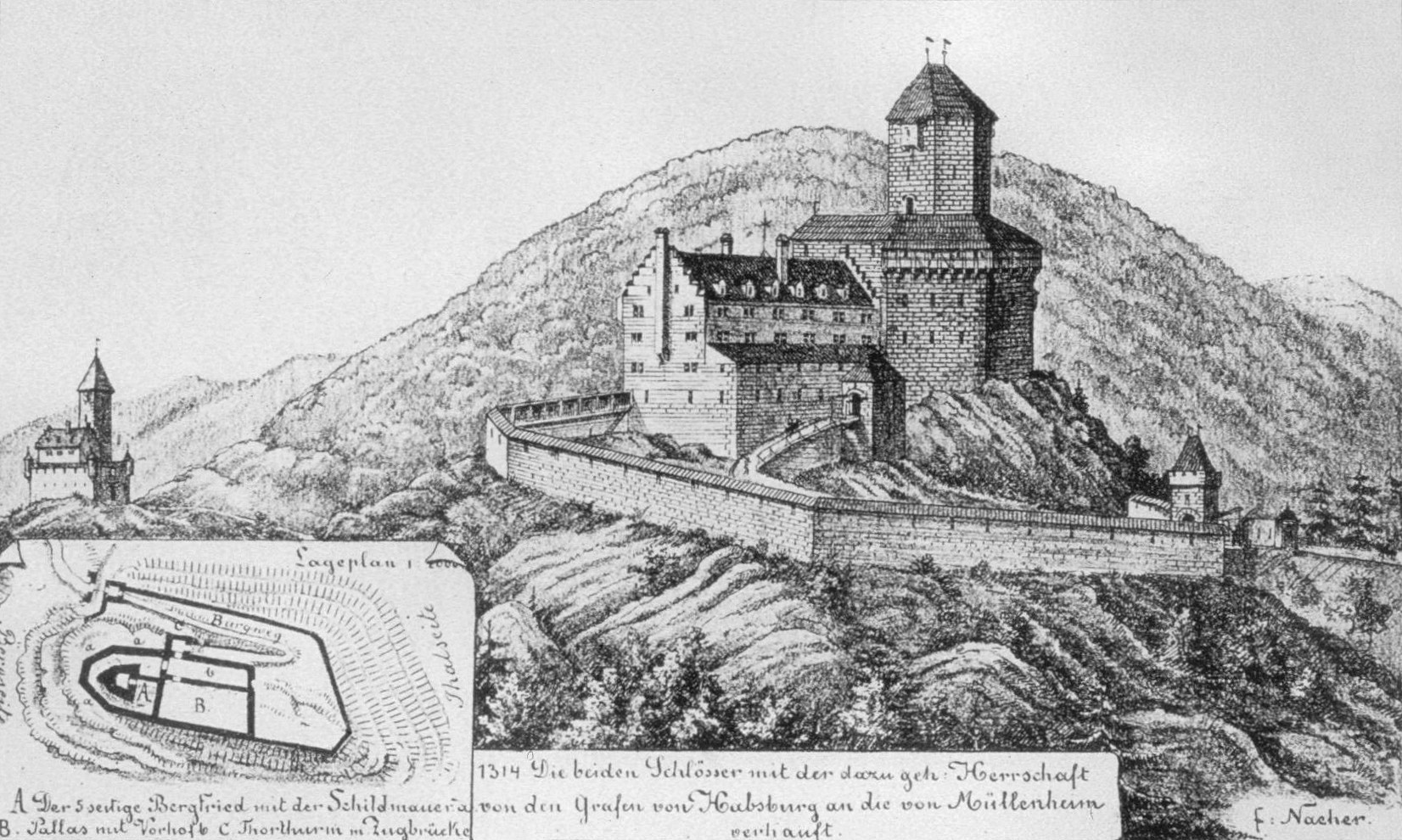
Représentation des châteaux lors de leur vente aux Müllenheim en 1314.

En 1314, les Habsbourg sont en déroute financière à la suite d'une guerre contre les Suisses. Le château ainsi que le village de Scherwiller sera vendu pour 3 000 marcs aux Müllenheim (en),.

### Dégradation du château
En 1374, le château est endommagé par les troupes de Jean Ier de Lorraine qui cherchait à se venger des Müllenheim et se protéger des grandes compagnies.
Au XVe siècle, le château est occupé par des pillards qui rançonnent les voyageurs. Dans la seconde moitié du XVe siècle, il est fait mention dans une charte de l'armement de la place qui est alors composé de huit arbalètes et douze pièces d'artillerie.
En 1470 Pierre de Hagenbach, landvogt en Alsace du duc de Bourgogne Charles le Téméraire, enleva le château alors encore aux mains des Müllenheim. Les défenseurs se rendirent sans résistance, faute d'avoir reçu les renforts attendus. La garnison était composé de deux nobles, de cinq garnisaires soldés (ou valets) et de six à huit journaliers. En 1471, les enquêteurs bourguignons estiment que la place peut-être aisément défendu par dix ou douze hommes, à condition qu'ils disposent de vivres et de pièces d'artillerie. De même, il est estimé que si la basse-cour devait tomber aux mains de l'assaillant, la garnison pourrait très facilement résister dans le haut du château et le donjon en attendant les secours. En 1474, il est fait mention de « deux couleuvrines et autant de poudre qu'il est nécessaire ». Un fragment d'une couleuvrine aux armes de Strasbourg (XVe siècle a été retrouvé sur le site.
La seigneurie sera rénovée et modernisé. Mais les habitants mécontents du nouveau propriétaire, l'évêque et la ville de Strasbourg reprirent le château et le rendirent aux anciens propriétaire,.
En 1551, la seigneurie est de nouveau rachetée par Nicolas de Bollwiller, le gouverneur d'Innsbruck.
Durant la guerre de Trente Ans, les Suédois envahissent la Haute-Alsace, et l'Ortenberg est incendié et partiellement détruit.
À partir de 1710, la maison de Choiseul devient propriétaire du château. Elle le restera jusqu'à la Révolution française.

### Restauration

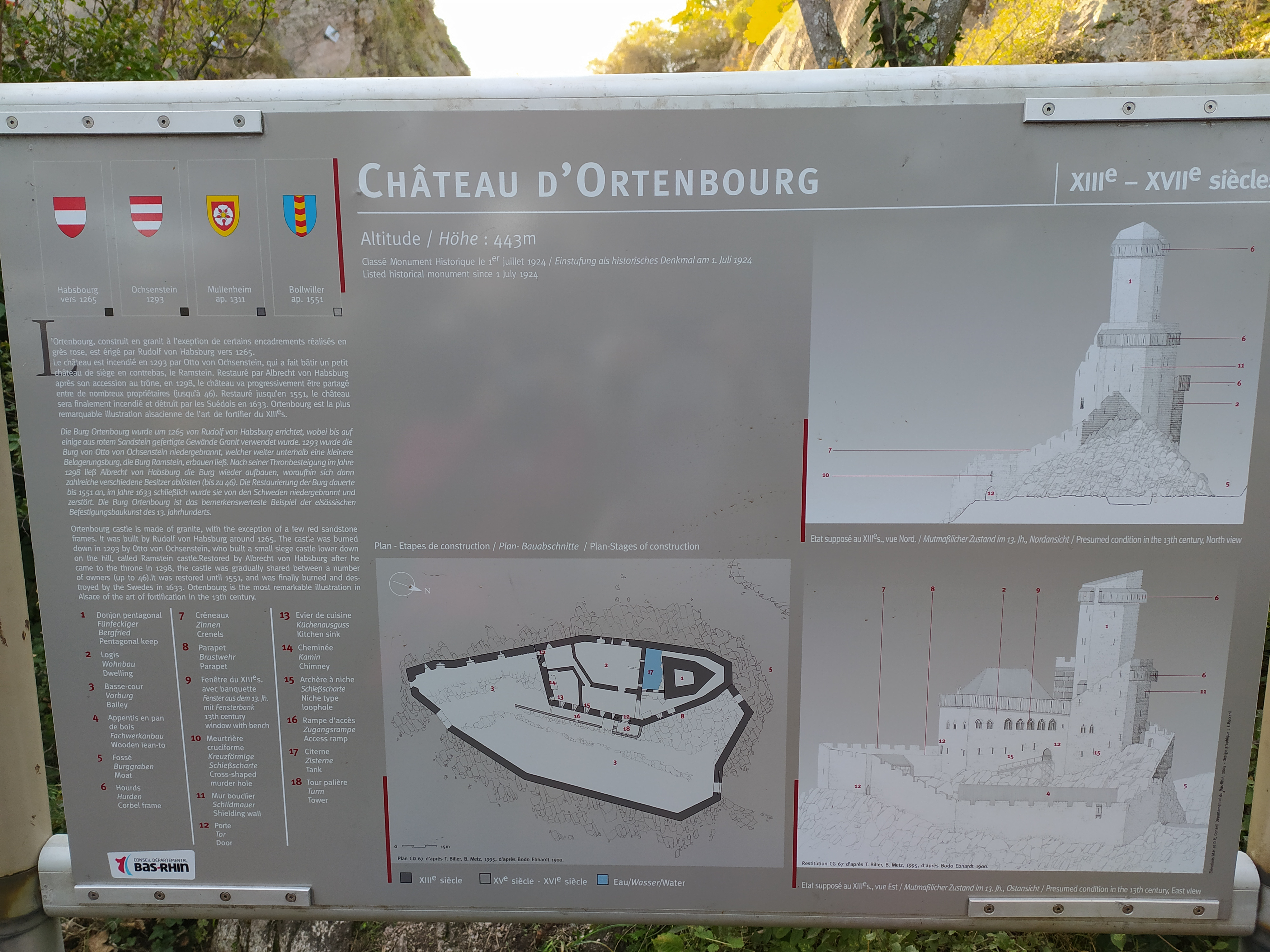
Panneau explicatif du château de l'Ortenberg.

En 1806, le château est racheté par le baron Philippe-Gaétan Mathieu de Faviers qui effectue d'importants travaux de restauration. Sa propriété est transférée à la ville de Scherwiller.
En 1924, il est classé monument historique. À partir de 1966, la ville de Scherwiller continue l'entretien du château à l'aide de différentes associations.

## Les doctrines de conservation et de sauvegarde posés à l’occasion du diagnostic
À travers l’étude préalable à la restauration du château une réflexion plus générale a été engagée sur la fonction, l’utilisation ou bien la réutilisation des ruines de châteaux-forts, qui faute de travaux importants de conservation-restauration sont parfois menacés de disparition.
Comment sauver rapidement de façon scientifique le maximum d’édifices ? Les réflexions des « Entretiens du Patrimoine » qui se sont déroulés à Caen en novembre 1990 sur le thème « Faut-il restaurer les ruines ? » ont permis de clarifier les problèmes et de définir des principes. Les sujets abordés ont fait l’objet d’un débat entre fonctionnaires, architectes, associations et collectivités territoriales, sans a priori sur les problèmes des ruines en général : ruine romantique - ruine symbolique ; conservation - lisibilité ; restitution - invention ; réutilisation - reconstruction.
Quatre grands principes se sont dégagés des débats : respect des ruines romantiques les plus prestigieuses ; intégrer le « paysage » dans le traitement des ruines, ce qui nécessite une vigilance au titre des abords ; accepter parfois une modification du statut de certaines ruines à travers des utilisations, plus rarement des réutilisations bien organisées, impliquant un programme et une volonté des demandeurs ; informer le public des projets de restauration, l’aspect « communication » étant encore nettement insuffisant. Pour répondre à cette attente, il suffirait dans un premier temps, dans un souci de transparence des informations, de publier les études préalables et de généraliser l’édition de brochures présentant au public, en amont, les propositions de travaux de restauration envisagés.

## Les vestiges actuels
Le château de l'Ortenberg construit en granit lisse et blanc de la seconde moitié du XIIIe siècle est un bel exemple d'architecture militaire de l'Alsace médiévale. Il possède encore un donjon situé en position exposée pentagonal, bâti vers 1265, de 32 m protégé en partie, à l’aplomb du fossé, par une chemise de 17 m dotée de cinq niveaux de défense, les trois premiers percés de hautes archères, le quatrième était pourvu d'une galerie de hourds et le dernier crénelé, et un logis seigneurial à fenêtres gothiques. Un grand fossé le sépare du reste de la montagne.

## Vie domestique
En 1471, il est fait mention d'une vache abattue depuis peu, de deux porcs salés, d'une tonne de harengs, de deux demi-foudres de farine et du vin en quantité. Devaient également exister des poulaillers.

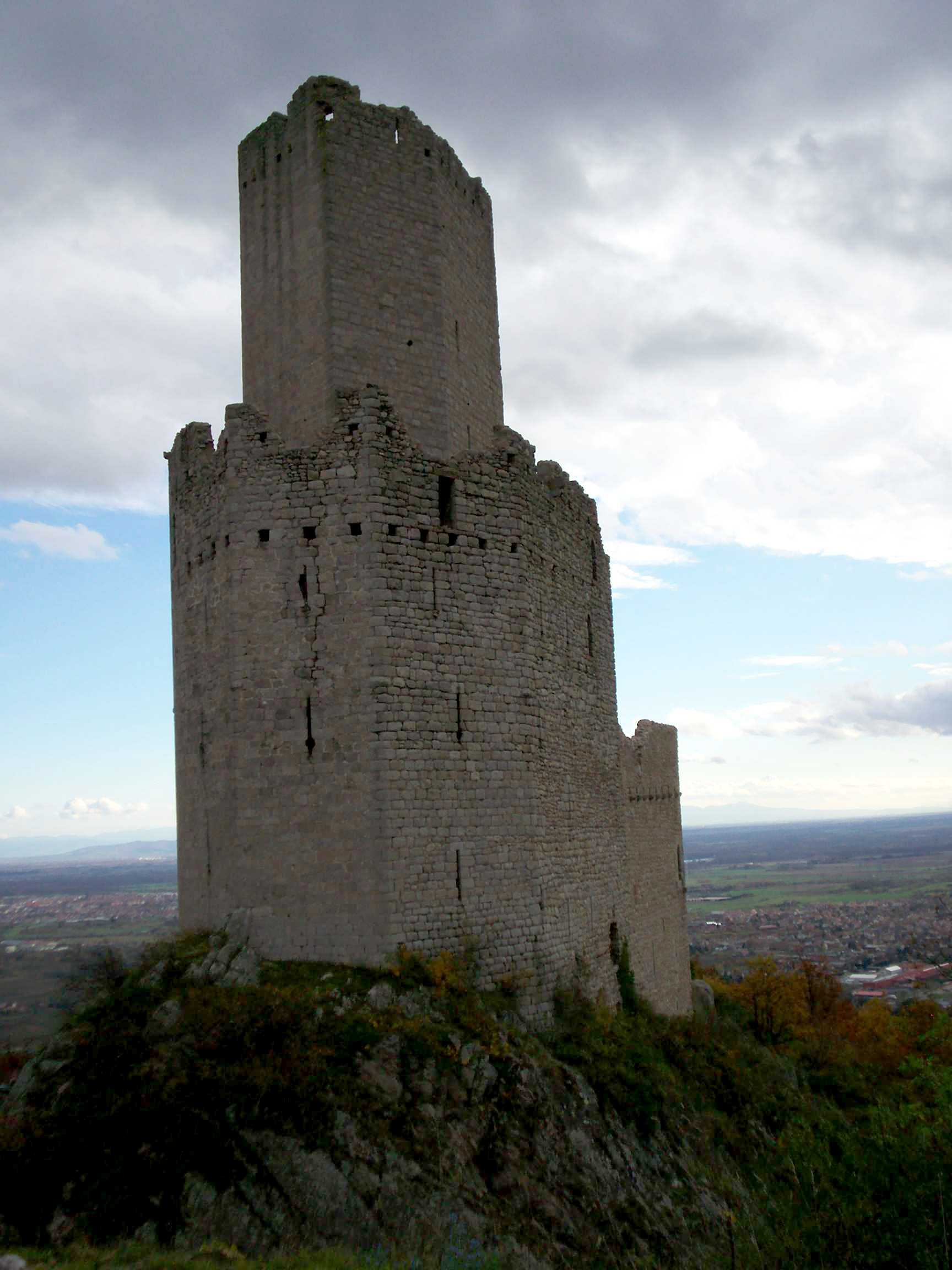
Le donjon pentagonal.
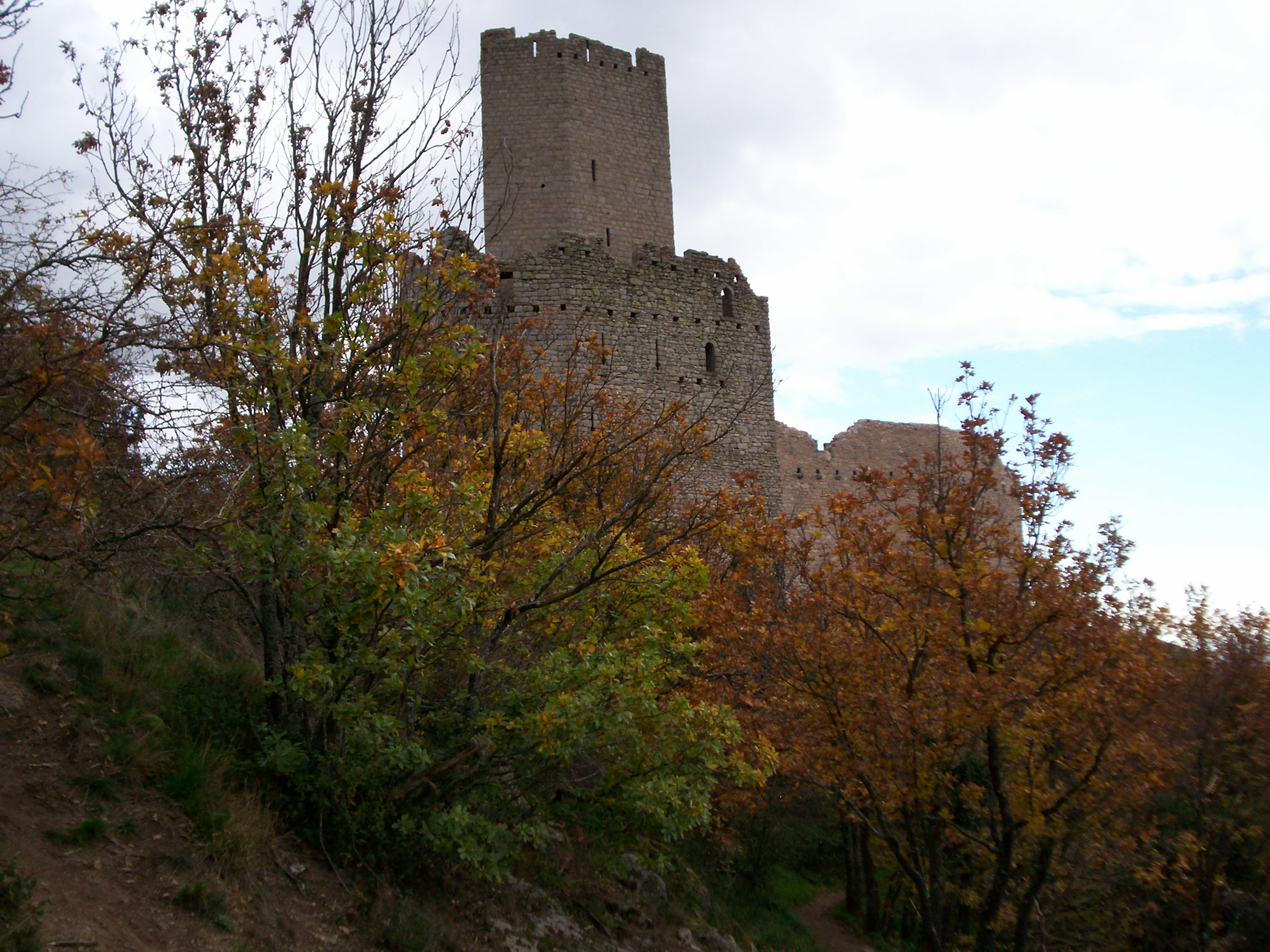
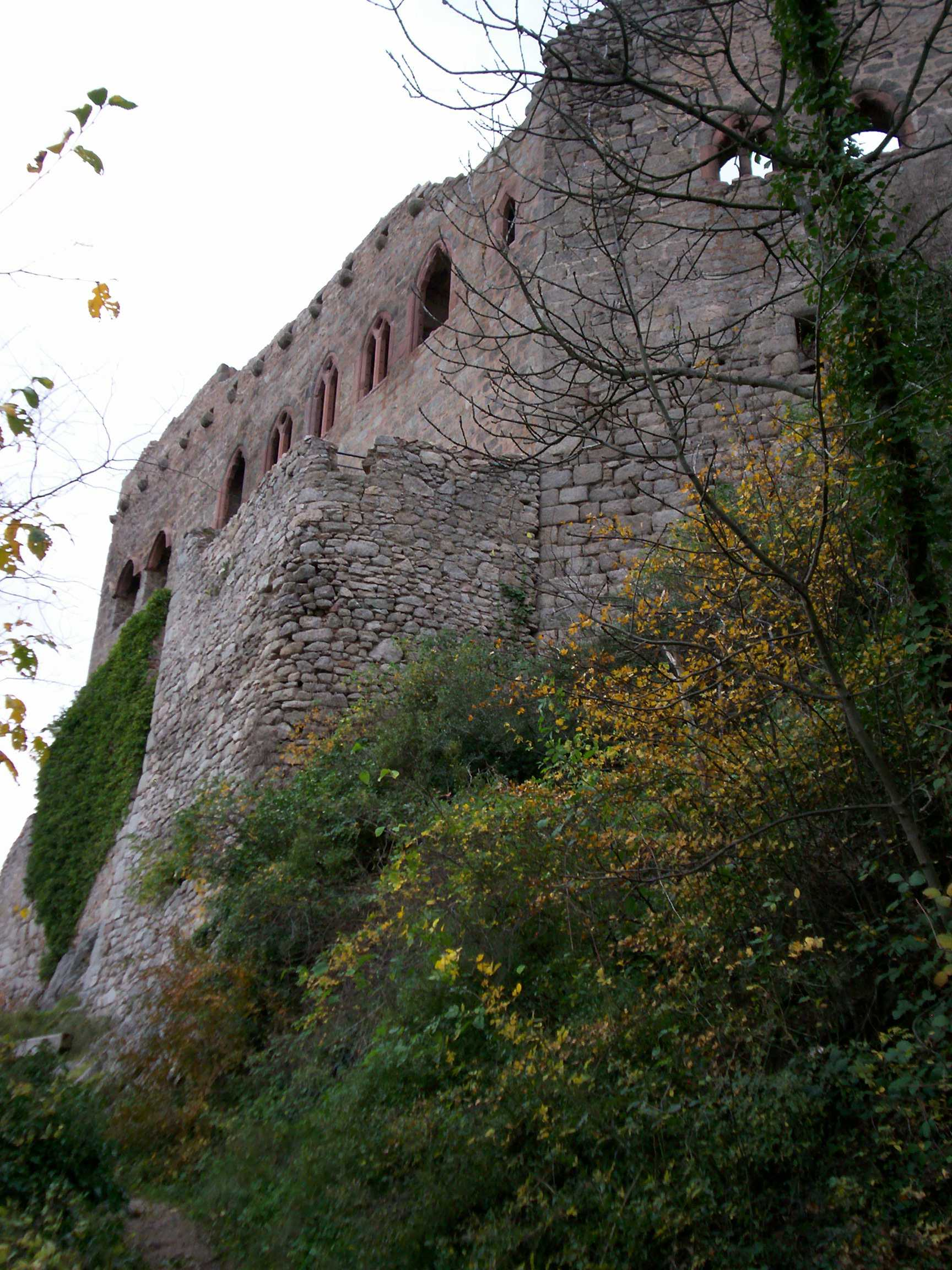
Façade avec les fenêtres gothiques vu de l'extérieur.
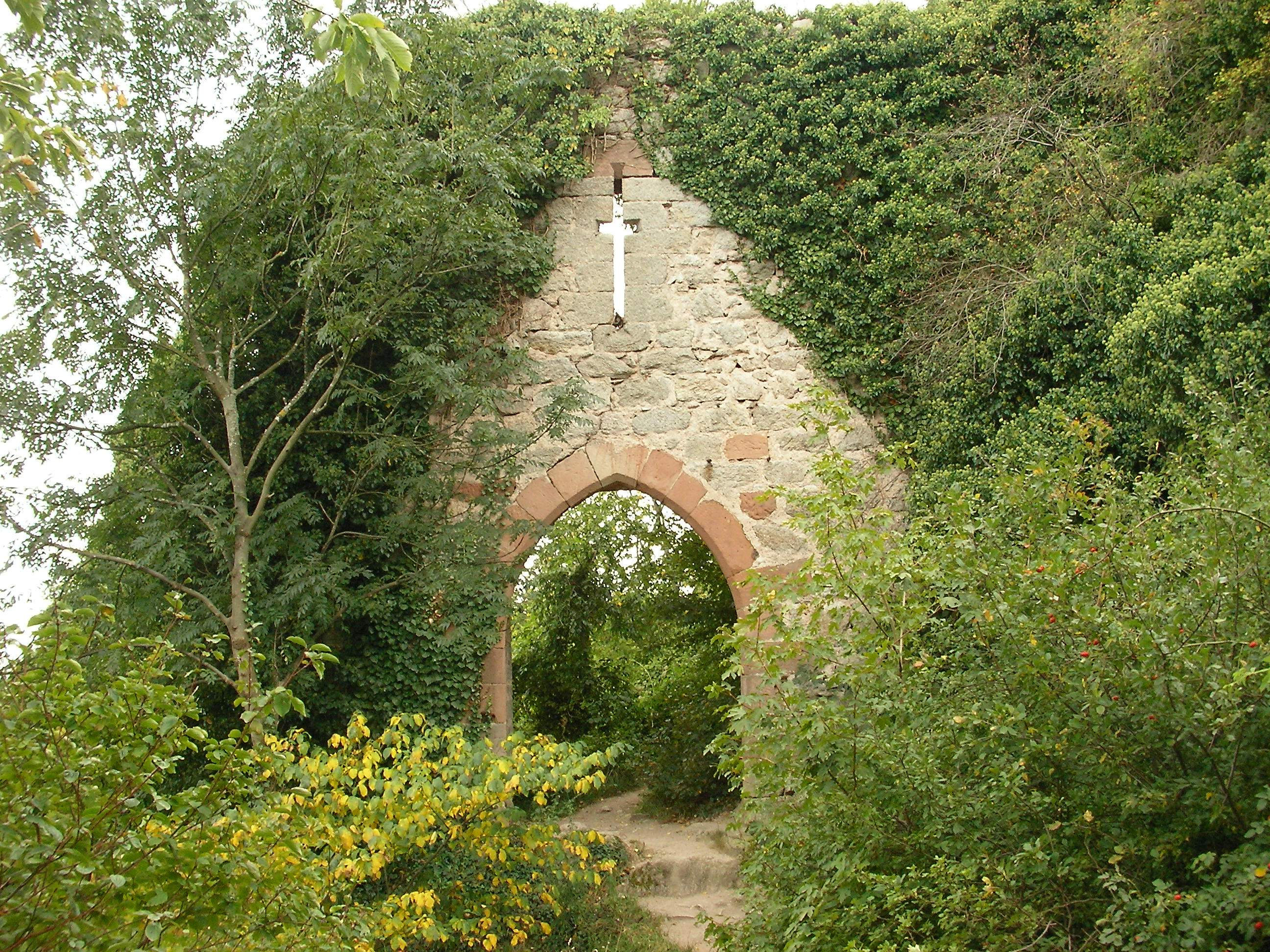
Entrée du château.
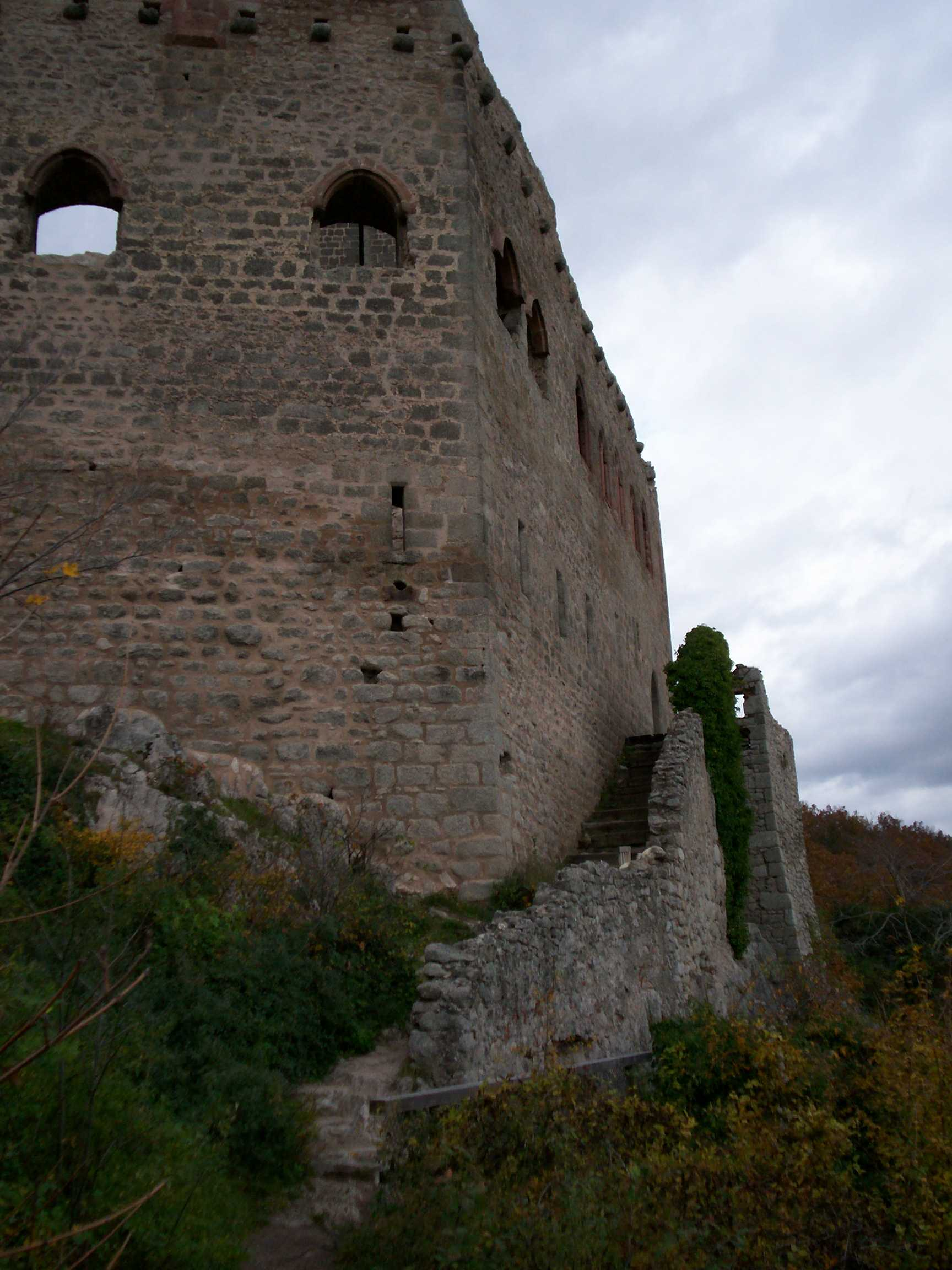
Escalier d'accès au deuxième niveau.
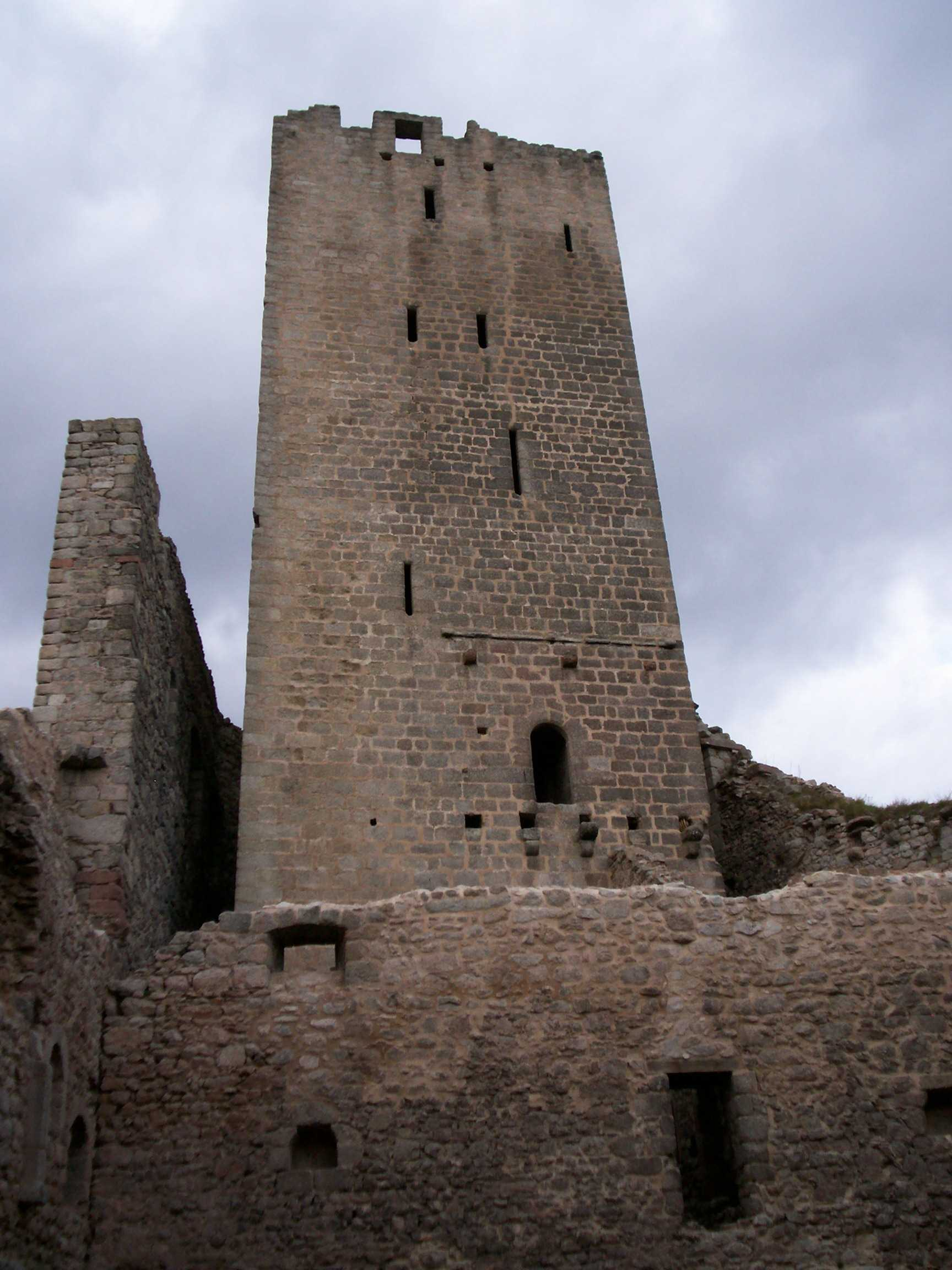
Le donjon vu de l'intérieur.
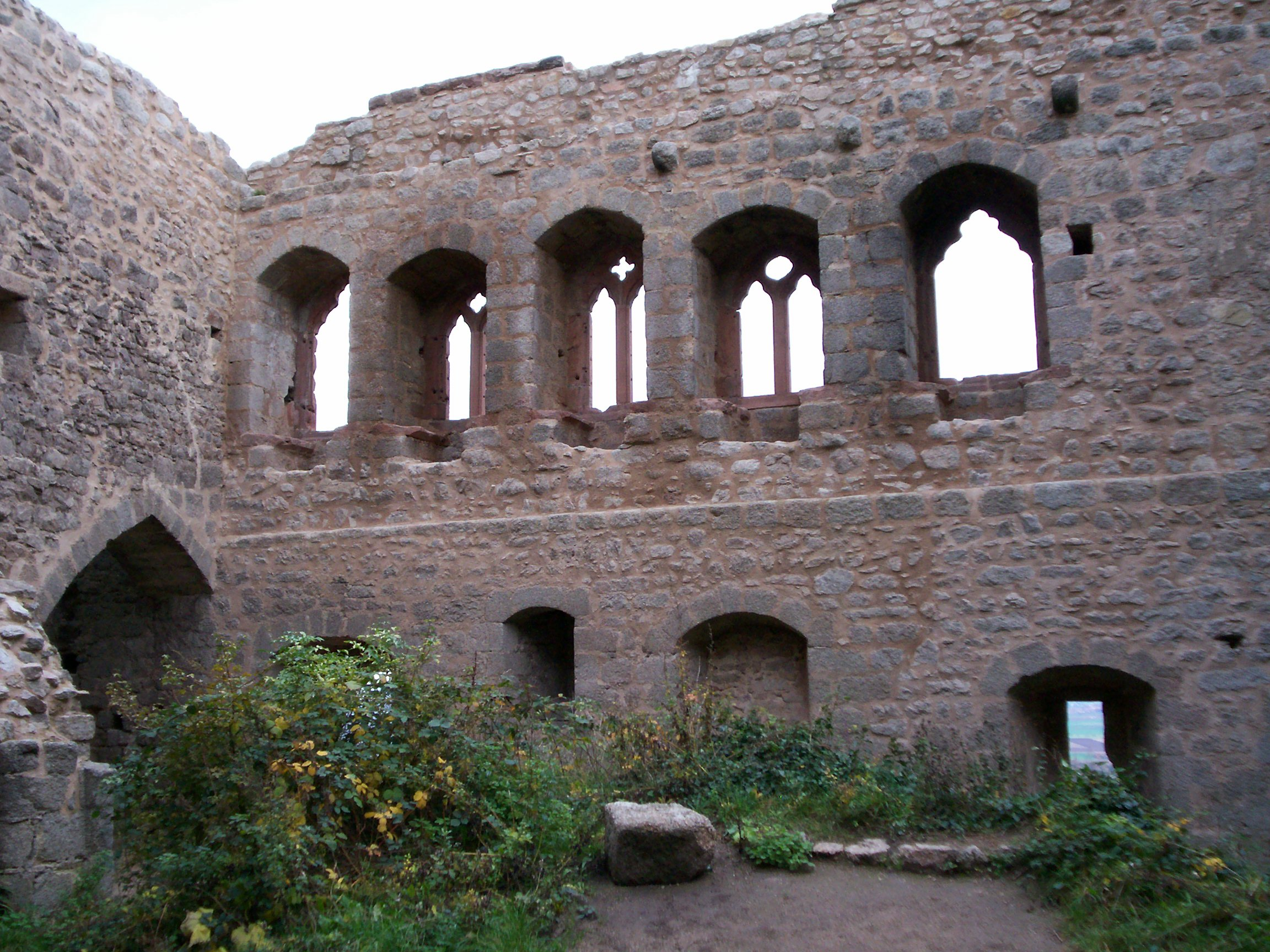
Fenêtres gothiques vu de l'intérieur.
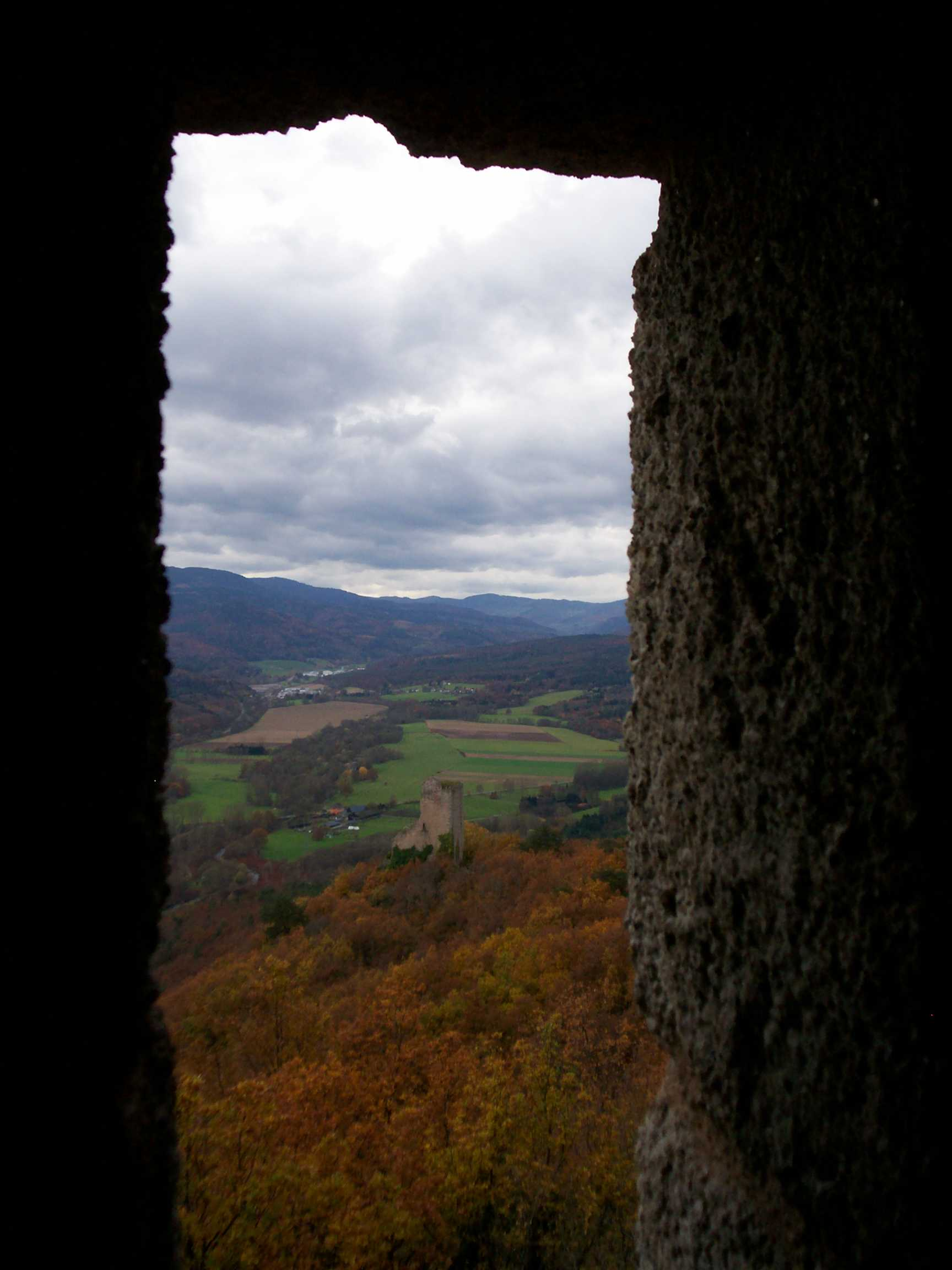
Le château voisin du Ramstein, vu d'une meurtrière.